# J'ai le blues de toi
Singles de Gilbert Montagné
Just for Tonight
(1984) Les Sunlights des tropiques
(1985)
J'ai le blues de toi est une chanson du chanteur français Gilbert Montagné sortie le 15 décembre 1984. 
La chanson a été écrite par Dario Farina, Gilbert Montagné, et Claude Lemesle.

## Histoire de la chanson
Après un séjour aux États-Unis, où il commence à composer des musiques, Gilbert Montagné revient en France en 1971 avec dans sa valise un titre qui sort en 1971 et devient un tube en France, The Fool, mais aussi en Belgique, en Espagne et en Italie. Il est lancé, mais la suite se révèle plus difficile. Après une interruption de quelques années et quelques albums qui n'ont pas eu beaucoup d'écho, il rencontre en Italie le compositeur Dario Farina en 1983 et enregistre à Milan en 1984 l'album Liberté qui contient ce qui va devenir plusieurs de ses grands succès. Pour les paroles, il sollicite Claude Lemesle. Ces paroles étaient initialement sous le titre Tellement besoin de toi, mais un groupe utilise dans la même période la même expression. Après échange avec Claude Lemesle, celle-ci devient dans le texte pour Montagné J'ai le blues de toi. Le titre est très bien accueilli,.

## Classement
| Classement (1985) | Meilleure position |
| ----------------- | ------------------ |
| France (SNEP)     | 14                 |